# Richard Berry (Musiker)
Richard Berry (* 11. April 1935 in Extension, Louisiana; † 23. Januar 1997 in Inglewood, Kalifornien) war ein US-amerikanischer Sänger und Songschreiber, der in den 1950er-Jahren in den Genres Rock ’n’ Roll und Rhythm and Blues erfolgreich war. Sein bekanntestes Stück ist der Rock-’n’-Roll-Klassiker Louie Louie.

## Leben
Berrys Familie zog nach Los Angeles, als er noch ein Kleinkind war. Als Teenager sang er in lokalen Doo-Wop-Gruppen wie The Penguins, The Cadets, The Chimes und ab 1953 bei The Flairs. The Flairs nahmen den Song She Wants to Rock auf, der von Leiber and Stoller produziert wurde.  Sie produzierten auch die Gruppe The Robins und ließen Berry die Führungsstimme bei deren Hit Riot in Cell Block #9 singen – ohne Namensnennung, da er bei einem anderen Plattenlabel unter Vertrag war. Berrys markanter Bass wurde in der Folge bei etlichen Aufnahmen anderer Sänger und Gruppen eingesetzt, darunter Etta James, The Crowns und The Dreamers, aus denen später The Blossoms wurden. Ende 1954 gründete Berry seine eigene Band, The Pharaos, arbeitete aber auch weiterhin mit anderen Gruppen als Sänger und Songschreiber. 
1955 schrieb er Louie Louie, inspiriert von seiner Zusammenarbeit mit der Latino-Gruppe Rick Rillera and The Rhythm Rockers, insbesondere deren Version des Songs El Loco Cha Cha von René Touzet. Eine weitere Inspirationsquelle war Chuck Berrys Komposition Havana Moon. The Flairs nahmen Louie Louie 1956 erstmals auf. Auch andere Gruppen spielten den Song, die erfolgreichste Coverversion kam 1963 von The Kingsmen. Der Text wurde zeitweilig als obszön eingestuft, es gab sogar eine FBI-Untersuchung. Bis heute wurde Louie Louie über 1.000 Mal aufgenommen. Berry hatte jedoch keinen finanziellen Erfolg damit, da er das Copyright 1959 billig verkaufte. 
Zu den weiteren Stücken, die Berry schrieb, gehören unter anderem Have Love, Will Travel, später ein Hit für The Sonics, und Crazy Lover, 1987 auf dem Debütalbum der Rollins Band. Im Februar 1996 trat Richard Berry ein letztes Mal bei einem Benefizkonzert auf. Er starb 1997 an Herzversagen.

## Diskografie

### Singles
- 1954: What You Do To Me / The Big Break
- 1954: Daddy Daddy	/ Baby Darling
- 1955: God Gave Me You / Don't Cha' Go
- 1955: Oh! Oh! Get Out Of The Car / Please Tell Me
- 1955: Rockin' Man / Big John
- 1955: Next Time / Crazy Lover
- 1956: Pretty Brown Eyes / I Am Bewildered
- 1956: Yama Yama Pretty Mama / Angel Of My Life
- 1956: Take The Key / No Kissin‘ And A Huggin‘
- 1956: Wait For Me / Good Love
- 1956: Baby Please Come Home / Tender Love
- 1957: Louie Louie / You Are My Sunshine
- 1957: Rock, Rock, Rock / Sweet Sugar You
- 1958: Heaven On Wheels / The Mess Around
- 1958: You're The Girl / You Look So Good
- 1958: Besame Mucho / Do I Do I
- 1960: Walk Right In / It's All Right
- 1960: Have Love Will Travel / No Room
- 1961: Give It Up / I Want You To Be My Girl
- 1961: Louie Louie / Rock Rock Rock
- 1961: I'm Your Fool / In A Real Big Way
- 1962: You Look So Good / You Are My Sunshine
- 1963: What Good Is A Heart / Everybody's Got A Lover But Me
- 1963: Empty Chair / I'm Learning

### Alben
- 1963:  Richard Berry And The Dreamers
- 1968: Casino Club Presents Richard Berry Combo - Live Session
- 1969: Wild Berry! - Live From H.D. Hover Century Restaurant